# Romain Tossem
Romain Tossem, naît le 20 mai 1988 à La Réunion, est un footballeur français international de football de plage.

## Biographie
Romain Tossem participe à la Coupe du monde de football de plage 2008 avec l'Équipe de France.
En 2020, à sa prise de fonction en tant que sélectionneur de l'équipe de France de football de plage, Claude Barrabé assure compter sur lui.